# Wageningendreef
De Wageningendreef is een dreef in de subwijk Gein in de wijk Gaasperdam in Amsterdam-Zuidoost. De dreef is voor een deel hooggelegen conform de uitgangspunten van het stedenbouwkundig plan voor de destijds nog als Zuid Bijlmer benoemde uitbreiding.
De dreef werd op 1 juni 1982 voor snelverkeer geopend en begon oorspronkelijk doodlopend bij het toen nog aanwezige dijklichaam dat bestemd was voor de verlenging van de Gooiseweg welke verlenging echter nimmer werd gerealiseerd.
Vervolgens wordt met de Vreeswijkbrug ongelijkvloers de Wilnisgracht gekruist. Daarna zakt de dreef af tot maaiveldniveau om het metrostation Gein met het Wageningenmetrobrug gelijkvloers te kruisen.Hier bestaat ook voor het verkeer een gelijkvloerse aansluiting op Wisseloord met winkelcentrum en parkeerterreinen. Hierna gaat de dreef weer omhoog en kruist de Stoutenburggracht ongelijkvloers en vervolgens gaat de dreef met een bocht naar rechts om over te gaan in de Schoonhovendreef. 
Na de realisatie van de Valburgdreef in de jaren negentig werd de dreef met een rotonde op deze dreef aangesloten en was doorgaand verkeer mogelijk. 
Aan de noord-westzijde staat voornamelijk middelhoogbouw waaronder het kantoor van de Taxi Centrale Amsterdam. Aan de noord-oostzijde staat laagbouw en aan de zuidzijde voornamelijk middelhoogbouw. Alle bebouwing heeft echter een adres aan één van de andere straten of pleinen en de dreef kent dan ook geen huisnummers.   
Bus 47 rijdt over de dreef waarbij de haltes met trappen met het maaiveld zijn verbonden behalve de halte onder het metrostation die op maaiveldniveau is gelegen. 
De dreef is bij een raadsbesluit van 25 juni 1975 vernoemd naar de plaats Wageningen in Gelderland.